# La directora d'orquestra
La directora d'orquestra (originalment en neerlandès, De Dirigent) és una pel·lícula dramàtica neerlandesa del 2018 basada en la vida de la directora d'orquestra Antonia Brico. El 2021 es va estrenar el doblatge en català oriental a TV3, i el 2023, en valencià a À Punt.

## Argument
L'inici de la pel·lícula està ambientat en l'any 1924. L'holandesa Antonia Brico, interpretada per Christanne de Bruijn, emigra de petita als Estats Units i vol convertir-se en directora professional. A principis del segle xx, una directora dona no era socialment acceptada i Brico es va trobar amb l'oposició de diverses persones. De totes maneres, ella persevera i debuta com a directora professional als vint-i-quatre anys amb l'Orquestra Filharmònica de Berlín. Després d'això, dirigeix altres orquestres importants.

## Context
La directora Maria Peters va entrar en contacte amb aquest tema a través d'un documental sobre Brico, titulat Antonia: A Portrait of the Woman. Va ajudar-la en la seva recerca Rex Brico (1928), cosí germà d'Antonia Brico i antic periodista i columnista. Rex Brico també va assistir a l'estrena de la pel·lícula el 25 d'octubre de 2018. La cinta es va rodar en part a Breda.

## Recepció
Diversos diaris holandesos no es van mostrar del tot entusiasmats amb la pel·lícula. Tot i que les crítiques són positives pel que fa a la recuperació de la història de les dones, la crítica general és que hi ha massa problemes secundaris per veure's. Al Nederlands Dagblad es va afirmar que la pel·lícula «competeix amb Hollywood pel que fa a l'aparença».
El desembre de 2018, La directora d'orquestra va rebre un premi Pel·lícula d'Or per assolir un total de 100.000 espectadors.

## Repartiment
| Personatge         | Actor/actriu             |
| ------------------ | ------------------------ |
| Antonia Brico      | Christanne de Bruijn     |
| Frank Thomsen      | Benjamin Wainwright      |
| Robin Jones        | Scott Turner Schofield   |
| Mark Goldsmith     | Seumas F. Sargent        |
| Moeder van Antonia | Annet Malherbe           |
| Vader van Antonia  | Raymond Thiry            |
| Willem Mengelberg  | Gijs Scholten van Aschat |
| Karl Muck          | Richard Sammel           |
| Mrs. Thomsen       | Sian Thomas              |
| Mr. Thomsen        | Tim Ahern                |
| Emma               | Sara Visser              |
| Miss Denise        | Michael Watson-Gray      |
| Directeur Barnes   | James Sobol Kelly        |
| Miss Goldsmith     | Anja Antonowicz          |